# NGC 5400
NGC 5400 is een elliptisch sterrenstelsel in het sterrenbeeld Maagd. Het hemelobject werd op 15 april 1787 ontdekt door de Duits-Britse astronoom William Herschel.

## Synoniemen
- MCG 0-36-8
- ZWG 18.20
- PGC 49869